# Diocese de Atlacomulco
A Diocese de Atlacomulco (em latim: Dioecesis Atlacomulcana) é uma diocese da Igreja Católica localizada no município de Atlacomulco, no estado do México, pertencente a Arquidiocese de Toluca no México. Foi fundada em 3 de novembro de 1984 pelo Papa João Paulo II. Com uma população católica de 1.243.000 habitantes, sendo 82,9% da população total, possui 65 paróquias com dados de 2021.

## História
Em 3 de novembro de 1984 o Papa João Paulo II cria a Diocese de Atlacomulco através dos territórios da Diocese de Toluca e da Diocese de Cuautitlán. Em 2019 a Diocese de Atlacomulco tem sua província eclesiástica alterada, passando da Cidade do México para Toluca.

## Lista de bispos
A seguir uma lista de bispos desde a criação da diocese em 1984.
|                             | Nome                        | Período               | Notas                             |
| Bispos de Atlacomulco       | Bispos de Atlacomulco       | Bispos de Atlacomulco | Bispos de Atlacomulco             |
| --------------------------- | --------------------------- | --------------------- | --------------------------------- |
| 3º                          | Juan Odilón Martínez García | 2010-2024             |                                   |
| 2º                          | Constancio Miranda Wechmann | 1998-2009             | Nomeado arcebispo de Chihuahua    |
| 1º                          | Ricardo Guízar Díaz         | 1984-1996             | Nomeado arcebispo de Tlalnepantla |
| Administradores apostólicos |                             |                       |                                   |
|                             | Juan Pedro Juárez Meléndez  | 2024                  |                                   |